# Transportpolizei

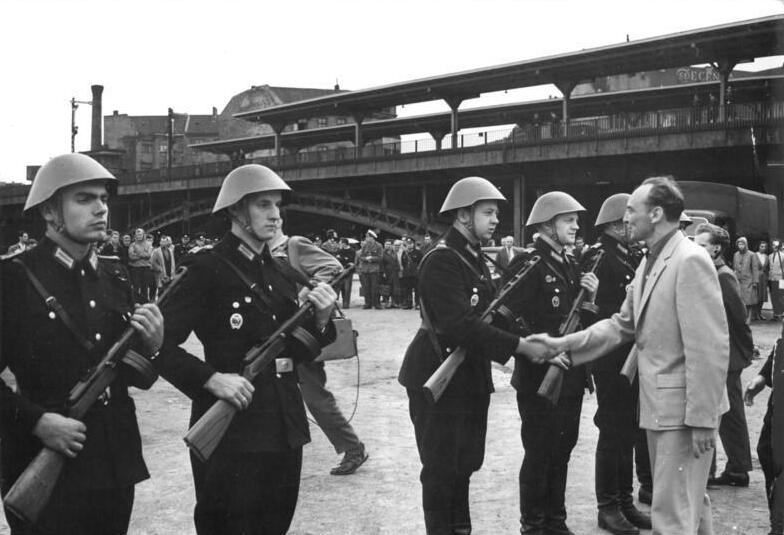
Miembros de la Transportpolizei en la Friedrichstraße de Berlín (1961).

La Transportpolizei (en alemán, "Policía de Transporte") fue la policía de ferrocarriles que existió en la República Democrática Alemana (RDA), cuyos oficiales eran comúnmente llamados TraPos. Formaba parte de la Volkspolizei, la fuerza de policía regular de la Alemania oriental.

## Historia
La antigua Bahnpolizei había sido disuelta al final de la Segunda Guerra Mundial por las Fuerzas aliadas de ocupación en Alemania, pero los constantes robos y saqueos en los trenes alemanes de posguerra rápidamente llevaron a la necesidad de disponer de unas fuerzas de seguridad en materia de transporte de mercancías, sobre todo por ferrocarril. El 10 de mayo de 1946 la Comisión Aliada de Control decidió la reconstrucción de la antigua fuerza policial de ferrocarriles. La directiva n.º 212 de la Administración Militar Soviética en Alemania (SMAD) estableció la creación de la Transportpolizei, inspirándose en la Militsiya soviética y quedando bajo control de la Administración interna alemana.
Desde enero de 1953 hasta febrero de 1957, la Transportpolizei formó parte del Ministerio para la Seguridad del Estado,  quedando integrada como un departamento de la "Stasi". Pero a partir de marzo de 1957 quedó bajo jurisdicción de la Volkspolizei, cuyo supervisor fue el inspector Otto Auerswald.
En teoría la "Transportpolizei" tenía a su cargo la vigilancia de todos los medios de tránsito, pero especialmente los trenes y las líneas de ferrocarril. Estaba compuesta aproximadamente por 8.5000 efectivos, que se encontraban organizados por cada distrito administrativo de la Deutsche Reichsbahn (DR): Berlín, Cottbus, Dresde, Érfurt, Greifswald, Halle, Magdeburgo y Schwerin. A su vez, el ogranigrama organizativo a nivel nacional se dividía en 16 compañías y estaban equipados por armas cortas y lanzagranadas antitanque RPG-7. La escuela de formación para el servicio se encontraba en Halle. La Transportpolizei supervisaba las principales estaciones de ferrocarril y controlaba a los viajeros, especialmente en la frontera con la Alemania occidental, y también hacía funciones de regular el tráfico. Antes de la construcción del Muro de Berlín, incluso controlaba las líneas de S-Bahn en el Berlín occidental (puesto que la Deutsche Reichsbahn operaba las líneas de S-Bahn tanto en el Berlín Este como del Oeste).
Después de la reunificación alemana, el 30 de septiembre de 1990 fue integrada en la Guardia Fronteriza Federal (Bundesgrenzschutz, o BGS) y desapareció.